# Klaviersonate Nr. 8 (Mozart)

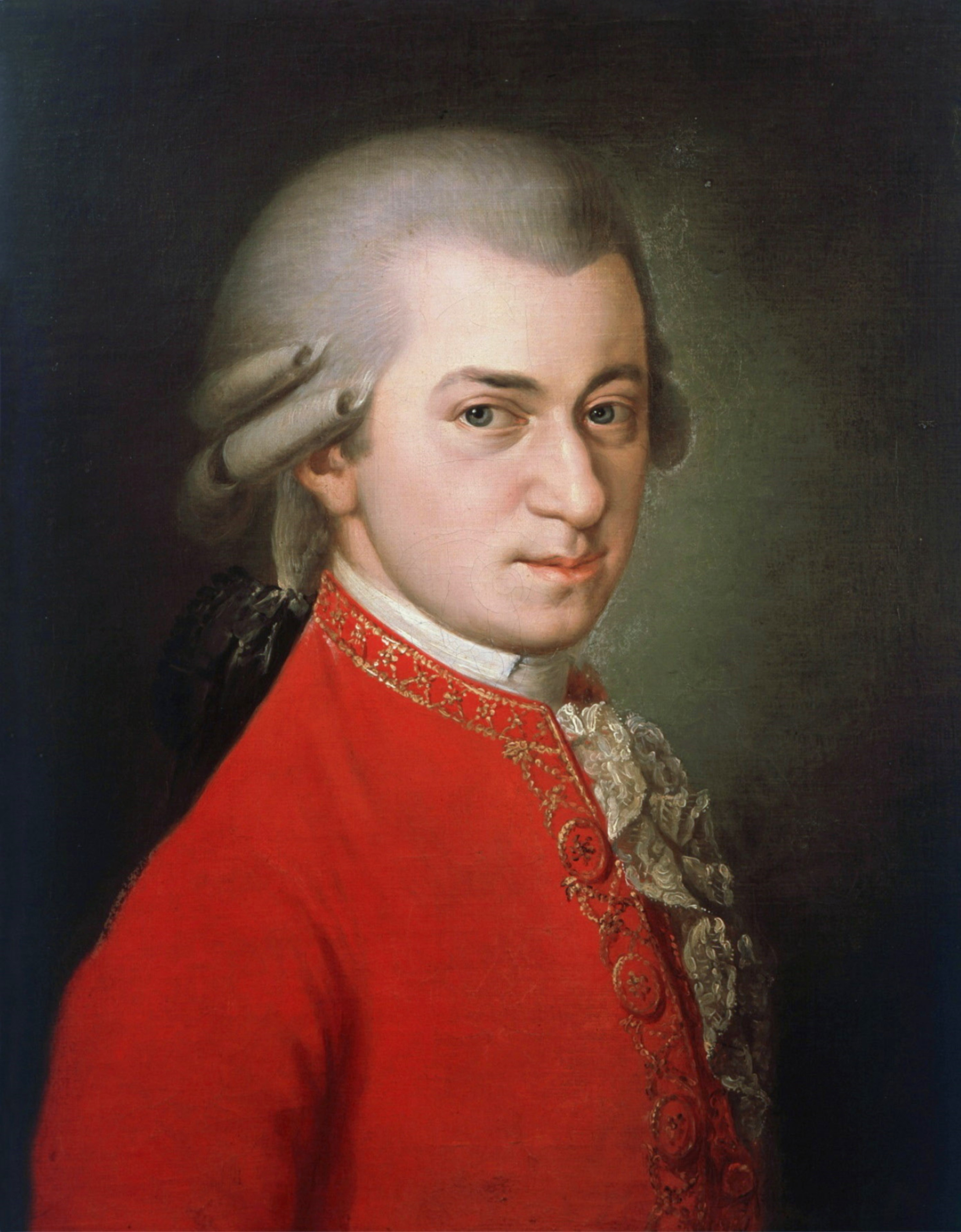
Wolfgang Amadeus Mozart (posthumes Porträt von Barbara Krafft)

Die Sonate Nr. 8 D-Dur KV 311 (284c) (in der Zählweise des Köchelverzeichnisses Nr. 9) ist eine Klaviersonate von Wolfgang Amadeus Mozart. Er widmete das im Spätsommer 1777 komponierte Werk den Töchtern des Hofrates Freysinger, eines ehemaligen Augsburger Studienkollegen seines Vaters Leopold.
Die Komposition umfasst die drei Sätze Allegro con spirito, Andantino con espressione und Rondo Allegro. Neben der Klaviersonate C-Dur KV 309 (248b) gehört sie zu den Mannheimer Sonaten, die im Verlauf einer längeren, schließlich nach Paris führenden Gastspielreise in Mannheim entstanden.
In ihren spielfreudig-virtuosen, teils orchestralen Passagen sind Gesten der Mannheimer Sinfonik erkennbar.

## Aufbau

### 1. Satz: Allegro con spirito
Wie auch in anderen Sonaten stellt sich zunächst die Frage, welche der zahlreichen Ideen das eigentliche Thema dieses Sonatensatzes ist. Vergleichbar mit der Sonate Nr. 6 KV 284 beginnt der Satz mit einem kräftigen D-Dur-Akkord, der sich auch als Schlussklang eignen würde.
Nach einer lebhaften, aus Sechzehntel-Läufen und gebrochenen Akkorden bestehenden Überleitung, der ebenfalls eine Begleitung beigegeben ist (Takte 10–16), beginnt das durch seine Vorhalte reizvolle lyrische zweite Thema des Seitensatzes in der Dominanttonart A-Dur ab Takt 17, dessen zweimalige Motivwiederholung (Takte 18 und 22) in der für Mozart typischen Verdunkelung kurz nach h-Moll führt, um nach einer virtuosen Sechzehntelpassage ab Takt 28 neue Motive auftreten zu lassen.
Originell ist der pastorale, zweitaktige Schluss, der überraschenderweise gleich zu Beginn der Durchführung thematische Qualität gewinnt. In orchestraler Weise führt Mozart dieses Nebenmotiv gleichsam durch verschiedene Instrumentenstimmen.
Mit verkürzten Phrasen, Engführungen und von der rechten Hand gespielten tremolierenden Sechzehnteln (Takte 48–51) wirkt die Durchführung äußerst konzertant. Wie in vielen seiner Sonaten verarbeitet er in ihr nicht das erste Thema der Exposition, sondern überwiegend Nebenmotive.
Die Reprise beginnt ab Takt 79 mit dem Thema des Seitensatzes in der Haupttonart D-Dur. Die kurze, mit Takt 105 beginnende Coda führt zu einer überraschenden harmonischen Aufweichung nach h-Moll, nach der die pastorale Wendung den harmonischen Abschluss einleitet.

### 2. Satz: Andante con espressione
Der langsame, im 2/4-Takt stehende Mittelsatz in G-Dur ist ein lyrisches, rondoartiges Andante, dessen erstes Thema durch die Quinte D im Tenor eine schwebende Wirkung erhält, ein Effekt, den Mozart für das liedhafte Thema des ersten Satzes seiner bekannten A-Dur-Sonate wieder aufgreift.

### 3. Satz: Rondeau (allegro)
Mit seiner ausgelassenen Spielfreudigkeit knüpft das an eine Gigue erinnernde Rondo-Finale im 6/8-Takt an den ersten Satz an mit einer klaren Quintfallsequenz in den Takten 133–136. Das virtuos-brillante Konzertstück überrascht durch eine eingeschobene Kadenz.

## Hintergrund
Im Oktober begab sich Mozart, begleitet von seiner kränkelnden Mutter, auf eine längere Gastspielreise, die ihn bis nach Paris führen sollte. Sein Weg ging zunächst nach München, wo er Ignaz von Beecke traf, dem er die Sonaten KV 280 und 282 vorspielte und dann über Augsburg nach Mannheim. Die Sonate entstand kurz vor seiner Weiterreise nach Paris, wo er die düstere a-Moll-Sonate (mit der irreführenden KV-Nummerierung 310) komponierte und mit Schicksalsschlägen wie dem Tod seiner Mutter Anna Maria Mozart konfrontiert wurde.